# Средиземноморская Антанта
Средиземноморская Антанта — политический союз Британии, Италии и Австро-Венгрии, сложившийся в 1887 году на основе секретных соглашений между этими странами.

## История
Первое соглашение имело в своей основе обмен нотами между Италий и Британией от 12 февраля 1887 года, и обмен нотами между Австро-Венгрией и Британией от 24 марта того же года. Оно предусматривало сохранение статус-кво в бассейнах Средиземного, Чёрного, Эгейского и Адриатического морей и на побережье Северной Африки.
Второе соглашение опиралось на ноты между правительствами Австро-Венгрии и Британии от 12 декабря 1887 года и между правительствами Британии и Италии от 16 декабря того же года. В этом втором соглашении сотрудничество шло уже значительно дальше и предусматривало совместную политико-дипломатическую борьбу за сохранение существующего положения в черноморских проливах, в Малой Азии и, особенно, в Болгарии.
Оба соглашения имели целью ослабить позиции России и Франции и фактически служили упрочению позиций Британии в Египте, Италии — в Триполитании и Киренаике, и Австро-Венгрии — на Балканах. К соглашениям Средиземноморской Антанты примыкало и итало-испанское соглашение от 4 мая 1887 года, предусматривавшее совместную политику Италии и Испании против Франции в Северной Африке.
Создание Средиземноморской Антанты было инспирировано германским канцлером Отто фон Бисмарком, который хотел склонить Британию к участию в Тройственном союзе, укрепить таким образом этот союз и не допустить итало-французского сближения. Однако данный план осуществлён не был, как в силу всё возраставших итало-австро-венгерских противоречий, так и из-за нарастания британо-германского антагонизма. Средиземноморская Антанта оказалась непрочным блоком, в котором каждый из участников старался соблюсти в первую очередь свои собственные интересы. Так, Британия не гарантировала своим партнёрам военную помощь в случае их конфликта с Францией или Россией. В этих условиях союз очень скоро утратил своё значение. Попытки его реанимировать в 1895—1896 годах не увенчались успехом.